# Andrew To
Andrew To (En Chino: 陶君行; *1966) es un miembro del consejo del distrito de Wong Tai Sin, Hong Kong. Es también el secretario-general de la Liga de los Socialdemócratas. Su esposa, Jackie Hung, es líder del Frente por los Derechos Humanos y Comisión de Paz y Justicia de la Diócesis Católica de Hong Kong.
Era un activo miembro de los representantes de los estudiantes de Hong Kong durante las Protestas de la Plaza de Tian'anmen de 1989, y fue a Pekín para unirse a la huelga. En 1991, fue elegido miembro del consejo por su distrito. Hasta el 2005, fue la persona más joven electa en ese puesto.
Fue miembro del Partido Democrático entre 1994 y 2000, para pasar a La Frontera. Estaba en la misma lista que Albert Cheng en la elección legislativa de Hong Kong de 2004. Chang ganó un escaño mientras que To lo perdió.
- Datos: Q5194859
- Multimedia: To Kwan Hang Andrew / Q5194859